# Femme Fatales
Femme Fatales ist eine amerikanische Anthologie-Serie von Cinemax. Die Produktion und Veröffentlichung der Staffeln lief vom 13. Mai 2011 bis 10. August 2012. Es wurden 28 Folgen in 2 Staffeln gedreht.

## Handlung
Die Serie handelt von machtgierigen, attraktiven und gefährlichen Frauen, die auch vor Mord nicht zurückschrecken und von Pulp-Geschichten, Film Noir und Graphic Novels inspiriert wurden. Die 30-minütigen Folgen sind an Filme wie Frau ohne Gewissen, Pulp Fiction oder Serien wie Unglaubliche Geschichten (The Twilight Zone) angelehnt und es kommt nicht selten zu Sex-Szenen der deftigeren Art. Gemäß der eher pessimistischen Weltanschauung des Film noir kann nicht immer mit einem „Happy End“ gerechnet werden. Jede Episode wird von der lasziv-mysteriösen Moderatorin Lilith eingeleitet. Sie zeigt verschiedene Darsteller und Handlungsstränge, von denen einige loser Teil der Gesamtgeschichte der Serie sind und übernimmt zudem kleinere Nebenrollen. Die Storyline der ersten drei Folgen führt an so abwechslungsreiche Orte wie ein Gefängnis, ein Krankenhaus und eine edle Villa in Hollywood. Alle Episoden spielen in der heutigen Zeit und begleiten attraktive Frauen dabei, wie sie sich – auf zugegebenermaßen blutige und nur selten faire Art und Weise – „emanzipieren“.

## Hintergrund
Der Drehbuchautor Rick Copp fungiert in den Episoden Visions: Part 1 und Visions: Part 2 (2011) sowie Jail Break (2012) und Extracurricular Activities (2012) auch als Darsteller in der Rolle des Professors Richard Hollis.

## Soundtrack
Der Soundtrack stammt von Joe Kraemer und wurde am 13. August 2012 bei Movie Score Media veröffentlicht.
1. "Main Title (Lilith's Theme)" – Joe Kraemer
2. "Bad Medicine" – Joe Kraemer
3. "Something Like Murder" – Joe Kraemer
4. "Behind Locked Doors" – Joe Kraemer
5. "Speed Date" – Joe Kraemer
6. "The White Flower" – Joe Kraemer
7. "Till Death Do Us Part..." – Joe Kraemer
8. "Girls Gone Dead" – Joe Kraemer
9. "16 Minutes of Fame" – Joe Kraemer
10. "Haunted" – Joe Kraemer
11. "Gun Twisted" – Joe Kraemer
12. "Angel & Demons" – Joe Kraemer
13. "Killer Instinct" – Joe Kraemer
14. "Help Me Rhonda" – Joe Kraemer
15. "Jailbreak" – Joe Kraemer
16. "The Clinic" – Joe Kraemer
17. "Crazy Mary" – Joe Kraemer
18. "Visions" – Joe Kraemer
19. "Trophy Wife" – Joe Kraemer
20. "Extracurricular Activities" – Joe Kraemer
21. "One Man's Death" – Joe Kraemer
22. "Family Business" – Joe Kraemer
23. "Hell Hath No Furies..." – Joe Kraemer
24. "Bad Science" – Joe Kraemer
25. "Libra" – Joe Kraemer
26. "End Title (Lilith's Farewell)" – Joe Kraemer

## Episodenliste

### Staffel 1
Die Erstausstrahlung der ersten Staffel war vom 13. Mai bis zum 5. August 2011 auf dem US-amerikanischen Pay-TV-Senders Cinemax zu sehen. Eine deutschsprachige Ausstrahlung erfolgte bisher nicht.
| Nr. (ges.) | Nr. (St.) | Deutscher Titel | Originaltitel               | Erstausstrahlung USA | Deutschsprachige Erstausstrahlung (D) | Regie                | Drehbuch                       |
| ---------- | --------- | --------------- | --------------------------- | -------------------- | ------------------------------------- | -------------------- | ------------------------------ |
| 1          | 1         | -               | Behind Locked Doors: Part 1 | 13. Mai 2011         | -                                     | Greg Pritikin        | Mark A. Altman Steven Kriozere |
| 2          | 2         | -               | Behind Locked Doors: Part 2 | 13. Mai 2011         | -                                     | Greg Pritikin        | Rick Copp                      |
| 3          | 3         | -               | Bad Medicine                | 20. Mai 2011         | -                                     | Darin Scott          | Steven Kriozere                |
| 4          | 4         | -               | Something Like Murder       | 27. Mai 2011         | -                                     | Mark A. Altman       | Mark A. Altman Steven Kriozere |
| 5          | 5         | -               | Speed Date                  | 3. Juni 2011         | -                                     | Darin Scott          | Mark A. Altman Steven Kriozere |
| 6          | 6         | -               | The White Flower            | 10. Juni 2011        | -                                     | Michael Hurst        | Mark A. Altman Steven Kriozere |
| 7          | 7         | -               | Girls Gone Dead             | 17. Juni 2011        | -                                     | Greg Pritikin        | Mark A. Altman                 |
| 8          | 8         | -               | Haunted                     | 24. Juni 2011        | -                                     | Darin Scott          | Mark A. Altman                 |
| 9          | 9         | -               | Angel & Demons              | 1. Juli 2011         | -                                     | Michael Hurst        | Michael Hurst                  |
| 10         | 10        | -               | Help Me, Rhonda             | 8. Juli 2011         | -                                     | Robert Meyer Burnett | Jackson Roykirk                |
| 11         | 11        | -               | The Clinic                  | 15. Juli 2011        | -                                     | Michael Hurst        | Mark A. Altman                 |
| 12         | 12        | -               | Till Death Do Us Part       | 22. Juli 2011        | -                                     | Robert Meyer Burnett | Rick Copp                      |
| 13         | 13        | -               | Visions: Part 1             | 29. Juli 2011        | -                                     | Mark A. Altman       | Stanton Carlisle               |
| 14         | 14        | -               | Visions: Part 2             | 5. Aug. 2011         | -                                     | Mark A. Altman       | Mark A. Altman                 |

### Staffel 2
Die Erstausstrahlung der zweiten Staffel war vom 25. Mai bis zum 10. August 2012 auf dem US-amerikanischen Pay-TV-Senders Cinemax zu sehen. Eine deutschsprachige Ausstrahlung erfolgte bisher nicht.
| Nr. (ges.) | Nr. (St.) | Deutscher Titel | Originaltitel              | Erstausstrahlung USA | Deutschsprachige Erstausstrahlung (D) | Regie                | Drehbuch                       |
| ---------- | --------- | --------------- | -------------------------- | -------------------- | ------------------------------------- | -------------------- | ------------------------------ |
| 15         | 1         | -               | 16 Minutes of Fame         | 25. Mai 2012         | -                                     | Robert Meyer Burnett | Rick Copp                      |
| 16         | 2         | -               | Gun Twisted                | 1. Juni 2012         | -                                     | Darin Scott          | Darin Scott                    |
| 17         | 3         | -               | Trophy Wife                | 8. Juni 2012         | -                                     | Buddy Giovinazzo     | Ron Cosentino Buddy Giovinazzo |
| 18         | 4         | -               | Extracurricular Activities | 15. Juni 2012        | -                                     | Robert Meyer Burnett | Rick Copp                      |
| 19         | 5         | -               | Killer Instinct            | 22. Juni 2012        | -                                     | Darin Scott          | Darin Scott                    |
| 20         | 6         | -               | Bad Science                | 29. Juni 2012        | -                                     | Darin Scott          | Turok Andar Christine Donlon   |
| 21         | 7         | -               | Family Business: Part 1    | 6. Juli 2012         | -                                     | Mark A. Altman       | Sonny Steelgrave               |
| 22         | 8         | -               | Family Business: Part 2    | 6. Juli 2012         | -                                     | Mark A. Altman       | Sonny Steelgrave               |
| 23         | 9         | -               | Jail Break                 | 13. Juli 2012        | -                                     | Steven Kriozere      | Rick Copp                      |
| 24         | 10        | -               | Crazy Mary                 | 20. Juli 2012        | -                                     | Darin Scott          | Turok Andar                    |
| 25         | 11        | -               | One Man's Death            | 27. Juli 2012        | -                                     | Michael Hurst        | Michael Hurst                  |
| 26         | 12        | -               | Hell Hath No Furies        | 3. Aug. 2012         | -                                     | Darin Scott          | Darin Scott                    |
| 27         | 13        | -               | Libra: Part 1              | 10. Aug. 2012        | -                                     | Robert Meyer Burnett | Bob Layton                     |
| 28         | 14        | -               | Libra: Part 2              | 10. Aug. 2012        | -                                     | Robert Meyer Burnett | Bob Layton                     |